# Melitaea eutitania
Melitaea eutitania är en fjärilsart som beskrevs av Hans Fruhstorfer 1923. Melitaea eutitania ingår i släktet Melitaea och familjen praktfjärilar. Inga underarter finns listade i Catalogue of Life.